# Nicolas Colin (chirurgien)
Pour les articles homonymes, voir Colin.
 Nicolas Colin est un chirurgien français, né à Reims en 1624 et mort dans la même ville le 29 juillet 1668. Il est mort de la peste en s'isolant avec les malades à la buerie de l’Hôtel-Dieu de Reims.

## Biographie
Nicolas Colin, né en 1622.
Il a servi dans les armées du roi comme chirurgien-major.
Il rejoint sa ville natale, pour soigner les habitants atteints par la peste de 1668.
Il s’enferma avec ses malades, accompagné de sa fille, dans les bâtiments de la buerie de l’Hôtel-Dieu, situés sur les bords de la Vesle.
La buerie était un endroit où étaient faites les lessives de l’Hôtel-Dieu.
Nicolas Colin est mort de la peste, le 29 Juillet 1668, à la Buerie à Reims.

## Hommage
En hommage à Nicolas Colin, une place Colin a été baptisée en 1903 sur l’emplacement de l’ancienne buerie.

## Mémorial

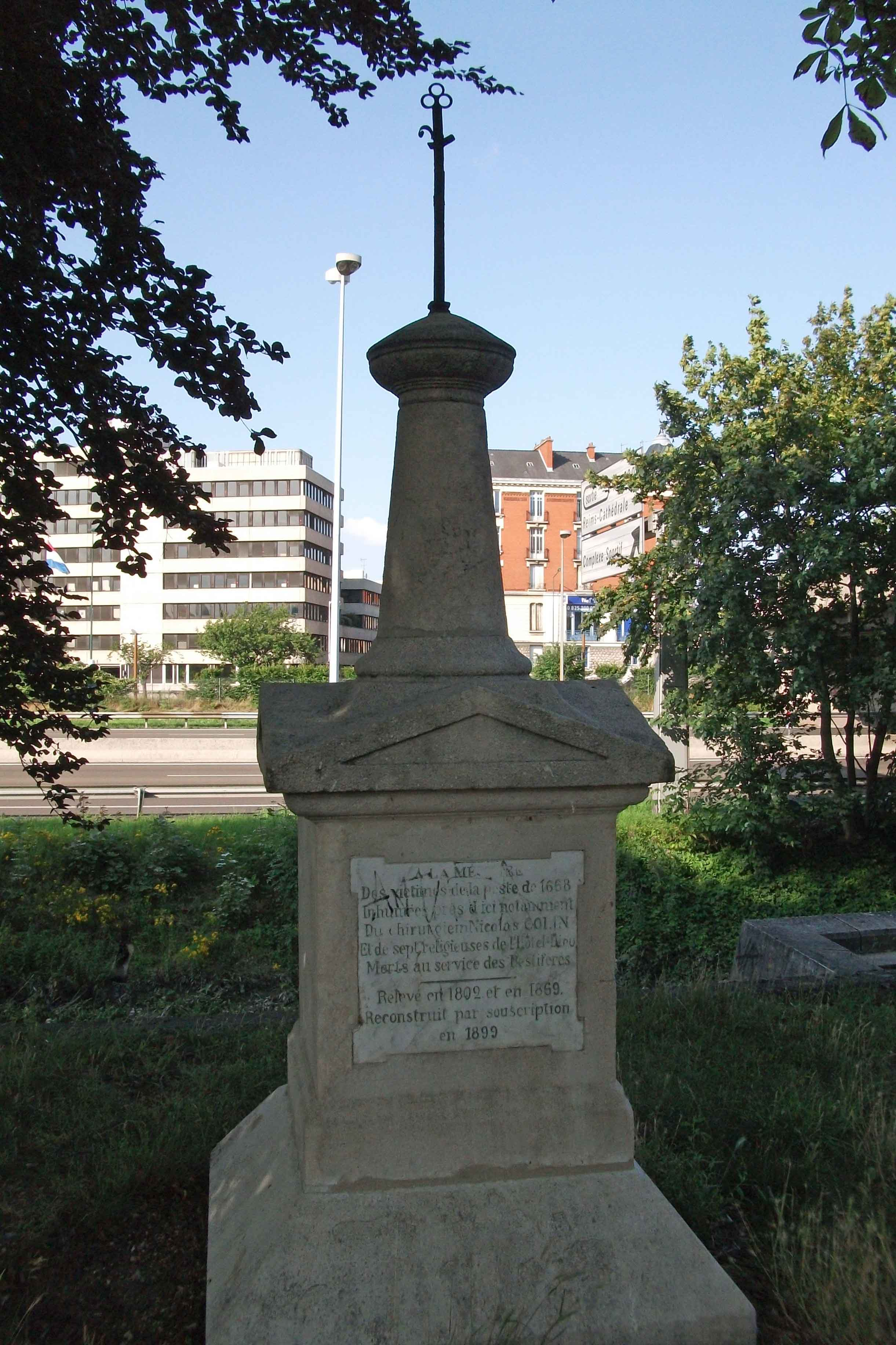
Monument commémorant la Peste de 1668 à Reims.

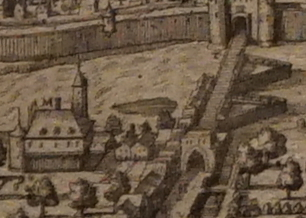
La buerie

Pour commémorer son dévouement, tous les ans jusqu’en 1793, le troisième dimanche de l’épiphanie, une procession dites des pestiférés était organisée entre l’église de la Madeleine à Reims (détruite après la révolution) au cimetière de la Buerie.
Un monument commémorant la Peste de 1668 à Reims était initialement placé sur la place Colin. Déplacée il se trouve maintenant à l'endroit où était la léproserie. Il comporte une plaque avec le texte suivant : 

"à la mémoire des victimes de la peste de 1668 inhumés près d'ici notamment du chirurgien Nicolas Colin et de sept religieuses de l'Hôtel Dieu morts au service des pestiferés".

Le monument a été relevé en 1802 et en 1869, puis reconstruit par souscription en 1899.